# Jacques de Morgan
Jacques de Morgan, né le 3 juin 1857 à Huisseau-sur-Cosson et mort à Marseille le 12 juin 1924, est un préhistorien, archéologue, égyptologue et iranologue français. Sa formation d'ingénieur civil de l’École des mines de Paris et ses fonctions professionnelles d'ingénieur des mines lui ont donné l'occasion d'explorer et de fouiller ses premiers sites archéologiques en Orient. Investi par la suite de fonctions archéologiques officielles en Égypte et en Iran, il a publié de nombreux comptes-rendus de ses recherches et des analyses plus générales. Il est notamment le découvreur du code de Hammurabi en 1901 en Iran, et l'inventeur du Capsien en 1909 en Tunisie.

## Biographie
Jacques Jean Marie de Morgan, issu d'une famille d'origine galloise, fait ses études secondaires au lycée de Lons-le-Saunier. Initié très tôt à l'archéologie par son père Eugène de Morgan, il développe par la suite un intérêt particulier pour la géologie, la botanique et la paléontologie. Cela le pousse à devenir ingénieur et finit donc diplômé de l'École des mines de Paris (promotion 1879) en 1882.
En tant qu'ingénieur, il travaille sur les mines de Belgique, de Suède, de Transylvanie, d'Arménie orientale, d'Inde, de Malaisie, du Caucase et de Perse.
Il épouse, le 8 février 1883 à Chantilly, Noémie de Saint-Martin, fille d’Anatole de Saint-Martin, alias le comte de Saint-Martin.
De cette union naissent deux filles : Aline ( - ) et Yvonne de Morgan (1883-1954).

### Malaisie
En Malaisie (1884-1885), il s'occupe de l'exploitation de mines d'étain de la région du Pérak. Il est également chargé par le gouverneur britannique de cartographier la région, ce qui l'amène ainsi à rentrer en contact avec les populations locales et à mener des recherches ethnographiques. Il rassemble aussi des collections de papillons, mollusques et plantes. Il publie largement ses découvertes et devient officier des Palmes académiques.

### Arménie
De 1886 à 1889, il est à Akhtala (Arménie) avec Maurice Chaper pour exploiter une mine de cuivre pour le compte d'investisseurs français. Démissionnant en 1888, il obtient du ministère de l'Instruction publique une mission scientifique officielle de 1888 à 1889. Il mène des fouilles archéologiques dans la région du Lori sur les sites d'Akhtala, de Mouçi Yéri, d'Alaverdi ou encore de Cheitan-Thagh. Il rentre ensuite en France et publie largement ses découvertes. Il est le premier en 1891 à signaler la présence de pétrole dans les régions qu'il a visitées,. 
Familiarisé avec l'histoire de l'Arménie lors de ce séjour, trente ans plus tard, il réagira vigoureusement au génocide perpétré par le gouvernement ottoman de 1915 à 1917.

### Égypte
Avant d'être délégué général du ministère de l'Instruction publique en Perse, il est désigné pour succéder à Eugène Grébaut à la direction du Service des antiquités de l'Égypte, poste qu'il occupe six ans (1892-1897). Fouillant complètement la nécropole de Dahchour, il eut la chance de mettre la main en 1894 sur le trésor des princesses dans les galeries des reines de la pyramide de Sésostris III.
Parallèlement, il s'intéresse à des outils préhistoriques en pierre qu'il trouve lors de ses prospections. Cela le mène à publier en 1896 Recherches sur les origines de l'Égypte dans lequel il s'intéresse à la préhistoire égyptienne, alors sujet de débats au sein du milieu savant. On considère aujourd'hui que cette date correspond à la naissance de la préhistoire égyptienne en tant que discipline. Dans le même temps, lors de ses fouilles à Nagada, Jacques de Morgan met au jour un tombeau royal de la Ire dynastie. Un sujet lui tenait à cœur, les probabilités de l’origine asiatique de la civilisation égyptienne qu'il cherchera ensuite en Iran à Suse.

### Iran
Il est nommé en 1897 en Perse, par le ministère de l'Instruction publique, en tant que délégué général et se voit confier des fouilles sur le territoire iranien.
Il fouille principalement à Suse selon des méthodes « industrielles » en creusant de larges tranchées destinées à atteindre les niveaux anciens. Il découvre ainsi des objets fondamentaux pour notre connaissance de l'Orient ancien : l'obélisque de Manishtusu, la stèle de Narâm Sin, la statue de Napirasu, et le code d'Hammurabi en 1901.
Il explore également des dolmens dans le Talyche, une région située au sud-ouest de la mer Caspienne, et rapportera en France du mobilier archéologique, des fossiles, des insectes et des mollusques pour qu'ils soient étudiés. Il démissionne de son poste de directeur de la Délégation archéologique française en Perse en 1912 déçu de ses résultats et fragilisé par des scandales financiers. La fouille de Suse est alors reprise par son collaborateur Roland de Mecquenem.

### Critiques
En dépit de ses succès, sa méthode de fouille est jugée, de nos jours, trop centrée sur la recherche d’objets, au détriment des bâtiments et niveaux stratigraphiques qu’il fait détruire et creuser sans ménagement pour atteindre le sol initial, les strates protohistoriques étant ainsi perdues à jamais. Par exemple il n'a pas hésité à construire un imposant fort d'architecture française à proximité du site millénaire de Suse en réutilisant des pierres issues des monuments antiques (Citadelle de Suse).

## Legs scientifique
On lui doit l'invention du terme Capsien en 1909, et la définition du terme Mésolithique la même année.
Le Musée d'Archéologie nationale à Saint-Germain-en-Laye est dépositaire du legs de 8 000 références de Jacques de Morgan.

## Décorations
- Chevalier de la Légion d'honneur (11 juin 1892)
- Officier de la Légion d'honneur (31 décembre 1895)
- Commandeur de la Légion d'honneur (9 mars 1906)[26]

## Publications
- Note sur la géologie et sur l'industrie minière du royaume de Pérak et des pays voisins (presqu'île de Malacca), Annales des Mines, série 8, volume 9 (p.368-444), 1886, (lire en ligne[27])
- Mission scientifique au Caucase, tome 1, Les premiers âges des métaux dans l'Arménie russe, tome 2, Recherches sur les origines des peuples du Caucase, Paris, Ernest Leroux, 1889
- Le trésor de Dahchour : liste sommaire des bijoux de la XIIe dynastie découverts dans la pyramide de briques de Dahchour, les 7 et 8 mars 1894, 1895, (lire en ligne)
- Mission scientifique en Perse, Paléontologie tome 3, Études géologiques, Partie 1, tome 3, Études géologiques, partie 2, partie 3 et partie 4, tome 5, Études linguistiques, Partie 1, tome 5, Études linguistiques, Partie 2, Paris, Ernest Leroux, 1895
- Recherches sur les origines de l'Égypte. L'âge de la pierre et les métaux, Ernest Leroux, Paris, 1896 (lire en ligne)
- Recherches sur les origines de l'Égypte. Ethnographie préhistorique et tombeau royal de Négadah, Ernest Leroux, Paris, 1897 (lire en ligne)
- La délégation en Perse du ministère de l'Instruction publique, 1897 à 1902, Ernest Leroux, Paris, 1902 (lire en ligne)
- Histoire et travaux de la délégation en Perse du ministère de l'Instruction publique, 1897-1905, Ernest Leroux, Paris, 1905 (lire en ligne)
- Essai sur les nationalités, Berger-Levrault, 1917
  - Essai sur les nationalités, Académie de Marseille, 1982
- Histoire moderne des Arméniens depuis la chute du royaume jusqu'à nos jours (1375-1916) (préfacier), Paris, J. Gamber, 1917
- Contre les barbares de l'Orient, études sur la Turquie, ses félonies et ses crimes, Berger-Levrault, 1918, (lire en ligne)
- Histoire du peuple arménien, Berger-Levrault, 1919
  - Histoire du peuple armémien, Académie de Marseille, 1981
  - Histoire du peuple arménien, Catholicossat arménien de Cilicie, 2004
- La préhistoire orientale, ouvrage posthume publié par Louis Germain, tome 1, Généralités, Paris, Librairie orientaliste Paul Geuthner, 1925, (lire en ligne)
- La préhistoire orientale, ouvrage posthume publié par Louis Germain, tome 2, L'Égypte et l'Afrique du Nord, Paris, Librairie orientaliste Paul Geuthner, 1926, (lire en ligne)
- La préhistoire orientale, ouvrage posthume publié par Louis Germain, tome 3, L'Asie antérieure, Paris, Librairie orientaliste Paul Geuthner, 1927, (lire en ligne)